# Гарсия, Жозе
Жозе́ Гарси́я (порт. José Garcia; 10 февраля 1964, Вила-ду-Конди) — португальский гребец-байдарочник, выступал за сборную Португалии в конце 1980-х — середине 1990-х годов. Участник трёх летних Олимпийских игр, бронзовый призёр чемпионата мира, победитель многих регат национального и международного значения.

## Биография
Жозе Гарсия родился 10 февраля 1964 года в городе Вила-ду-Конди. Активно заниматься греблей начал в раннем детстве, проходил подготовку в местном спортивном клубе «Фульвиаль».
Первого серьёзного успеха на взрослом международном уровне добился в 1988 году, когда попал в основной состав португальской национальной сборной и благодаря череде удачных выступлений удостоился права защищать честь страны на летних Олимпийских играх в Сеуле. Стартовал здесь в одиночных каноэ на дистанциях 500 и 1000 метров, но ни в одной из этих дисциплин пробиться в финальную стадию не сумел.
В 1989 году Гарсия побывал на чемпионате мира в болгарском Пловдиве, откуда привёз награду бронзового достоинства, выигранную в одиночках на дистанции 10000 метров — лучше финишировали только словак Аттила Сабо и советский гребец Станислав Борейко. Будучи одним из лидеров гребной команды Португалии, благополучно прошёл квалификацию на Олимпийские игры 1992 года в Барселоне — в одиночках на пятистах метрах сумел дойти только до стадии полуфиналов, в то время как на тысяче метрах занял в финальном заезде шестое место, немного не дотянув до призовых позиций.
После барселонской Олимпиады Жозе Гарсия остался в составе португальской национальной сборной и продолжил принимать участие в крупнейших международных регатах. Так, в 1996 году он отправился представлять страну на Олимпийских играх в Атланте, тем не менее, существенного успеха здесь не добился, в полукилометровой и километровой дисциплинах одиночек до финалов не дошёл. Вскоре по окончании этих соревнований принял решение завершить карьеру профессионального спортсмена, уступив место в сборной молодым португальским гребцам.